# Wiktoria królewska
Wiktoria królewska, wiktoria amazońska (Victoria amazonica (Poepp.) Sowerby) – gatunek byliny z rodziny grzybieniowatych (Nymphaeaceae). Jeden z trzech gatunków z rodzaju wiktoria Victoria. Występuje w dorzeczu Amazonki w Ameryce Południowej. W ojczyźnie nazywana jest przez Indian „talerzami wodnymi”. Obecnie jest uprawiana w wielu ogrodach botanicznych, w strefie umiarkowanej w ogrzewanych basenach.

## Morfologia

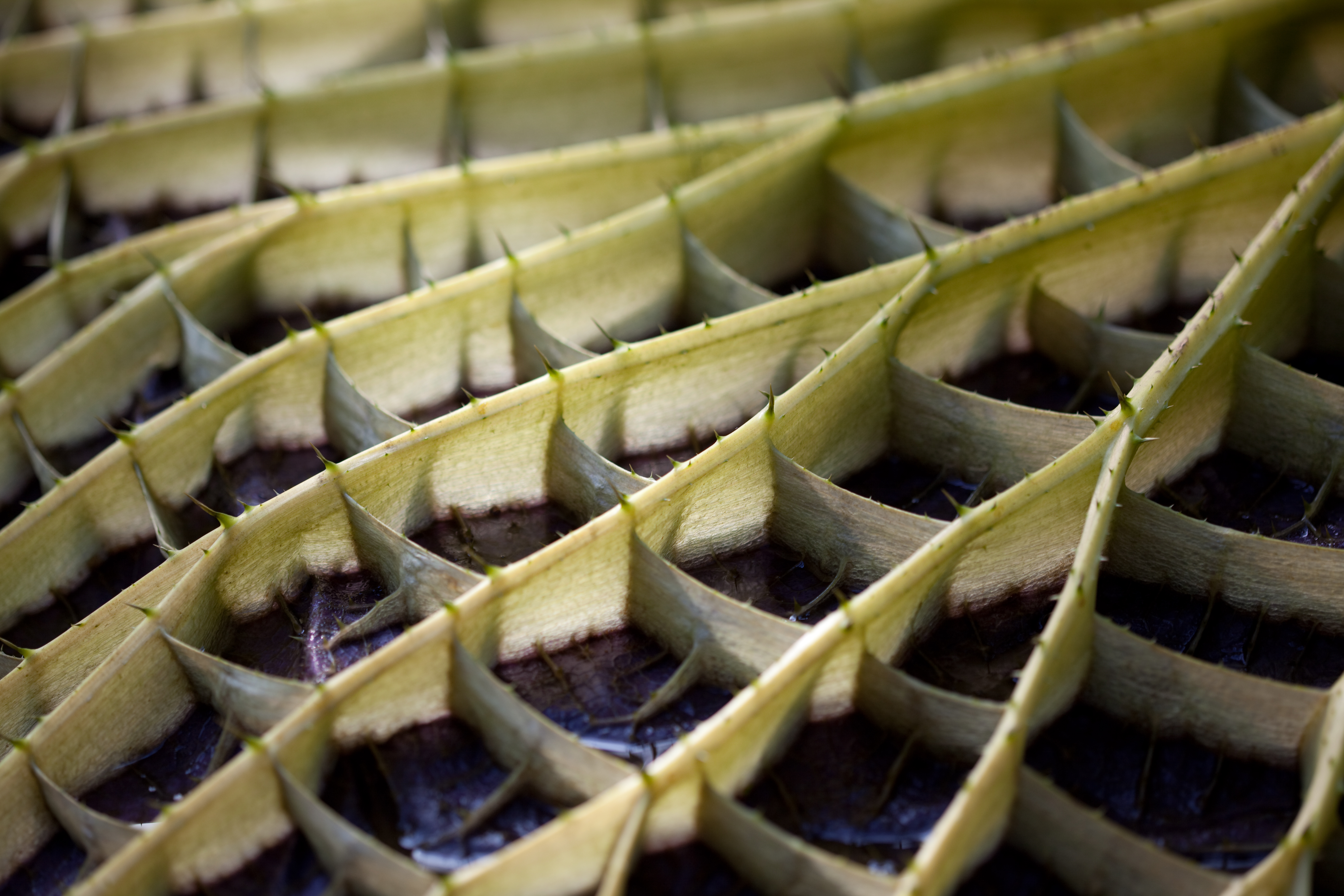
Spodnia strona liścia

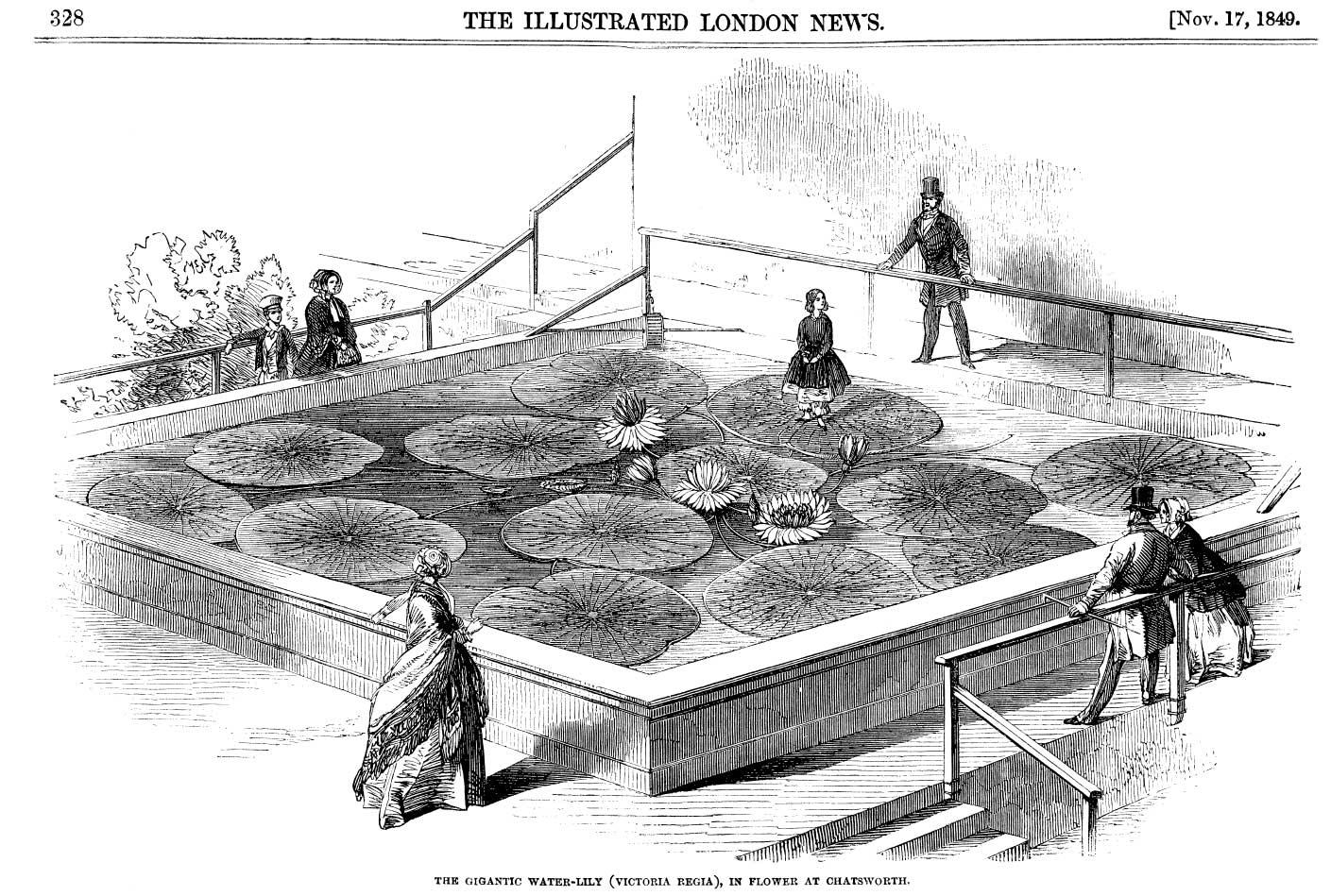
Kwitnąca wiktoria w Anglii w 1849 r.

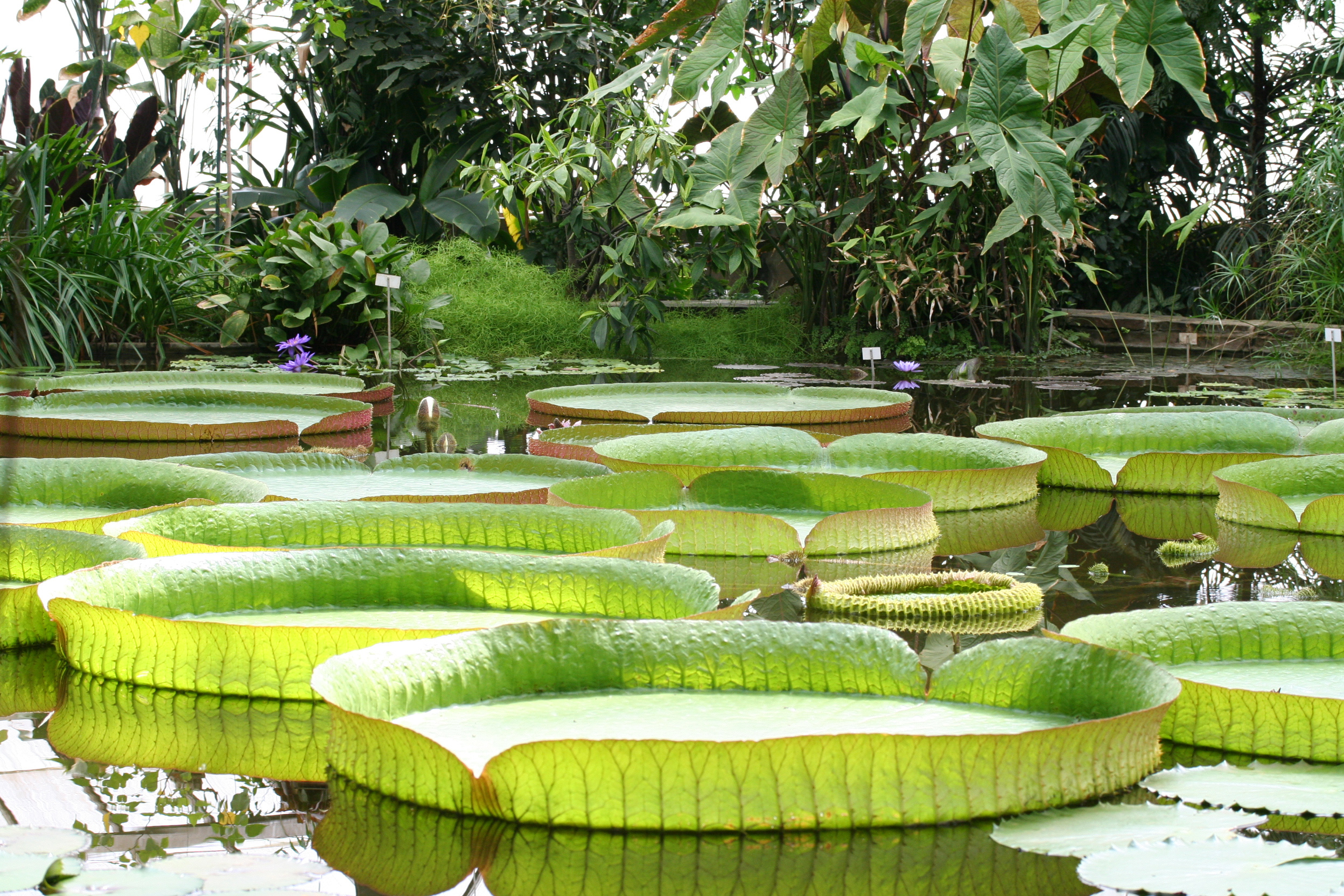
Liść wiktorii królewskiej

PokrójRoślina wodna (hydrofit) o charakterystycznych, ogromnych liściach o podniesionym brzegu i dużej wyporności.
LiścieLiście pływające osiągają w ojczyźnie tego gatunku nawet do 400 cm średnicy (w uprawie do 200 cm). Brzeg o szerokości kilku cm wywinięty jest do góry, co chroni liść przed zalewaniem wodą i ograniczaniem wymiany gazowej. Wierzchnia strona liścia jest gładka i zielona, podczas gdy spód jest czerwony i mocno kolczasty (ochrona przed zgryzaniem). Liść od spodu wykształca listewki o wysokości ok. 6 cm tworzące użebrowanie wzmacniające konstrukcję liścia, chroniące przed złamaniem lub rozerwaniem blaszki liściowej. Listewki te zbudowane są z tkanki obfitującej w powietrze, tak że liść nie tylko doskonale pływa, ale wręcz unosi się lekko nad wodą (pod spodem zbiera się gaz wydzielany przez żywy liść). Na powierzchni liścia widoczne są drobne otworki stanowiące wloty kanalików odprowadzających wody opadowe zalewające powierzchnię liścia. Wielkość i specyficzna konstrukcja liścia zapewnia mu na tyle dużą wyporność, że znane są fotografie przedstawiające dzieci unoszone na liściach (wielkie liście w ojczyźnie tego gatunku potrafią unieść dorosłe osoby do 75 kg wagi). Roślina rozwijając się z nasienia wypuszcza początkowo liście wąskie, później strzałkowate, następnie jajowate (podobne do liści naszych grzybieni i dopiero później pojawiają się pierwsze liście wyżej opisane.
KwiatyWynoszone są nad powierzchnię wody na długich szypułkach, pąk kwiatowy jest otulony czterema, silnie kolczastymi działkami. Kwiat osiąga 35 cm średnicy, rozwija się po południu i zamyka nad ranem. W trakcie kwitnienia wnętrze kwiatu jest o kilka stopni Celsjusza cieplejsze niż otoczenie i wydziela silną woń. Zwabione i zamknięte w kwiecie nad ranem owady (chrząszcze) uwalniane są po południu już obsypane pyłkiem. Rozkwitający kwiat początkowo jest biały, później różowawy. Po zapyleniu barwa kwiatów staje się intensywnie czerwonoróżowa, po czym kwiat więdnie, a skręcająca się szypułka wciąga go pod wodę, gdzie powstaje owoc i dojrzewają nasiona.
OwoceOkazałe, wielonasienne, kolczaste jagody. Zawierają nasiona wielkości grochu barwy zielonawej do czarniawej.

## Historia odkrycia
Pierwszym botanikiem, który znalazł tę roślinę był niemiecki geograf i botanik Thaddäus Haenke. Trafił na nią w latach 1800-1801 na rzece Marmore w Boliwii, ale zmarł zanim zdołał opublikować opis rośliny. Później o roślinie tej donosił Aimé Bonpland – towarzysz wypraw Aleksandra Humboldta. W 1836 roślina otrzymała pierwszą nazwę naukową – Euryale amazonica – zaliczona została do rodzaju znanego dotychczas z Indii. W 1838 r. angielski botanik John Lindley przeklasyfikował ten gatunek do odrębnego rodzaju i nazwał ją na cześć królowej Wiktorii – Victoria regia. Szczegółowy opis gatunku opublikował w 1840 r. Francuz Alcide d’Orbigny.
Od czasu odkrycia gatunku w naturze starano się przewieźć nasiona do Europy. Wielokrotne próby były bezskuteczne i dopiero w 1849 roku otrzymano w Kew Gardens w Londynie 6 pierwszych żywych okazów. Roślina szybko zyskała sobie ogromną popularność i w 1851 roku zbudowano dla niej specjalną szklarnię z basenem. Niedługo później pojawiać zaczęła się w innych ogrodach botanicznych.

## Zastosowanie
Uprawiana jest jako oryginalna roślina ozdobna, poza tropikami w ogrzewanych szklarniach. Indianie użytkują nasiona ścierając je na mąkę, dlatego roślina nazywana bywa też „kukurydzą wodną”.